# Endelave Sogn
Endelave Sogn er et sogn i Horsens Provsti (Århus Stift).
I 1800-tallet var Endelave Sogn et selvstændigt pastorat. Sognet hørte til Nim Herred i Skanderborg Amt. Endelave sognekommune blev ved kommunalreformen i 1970 indlemmet i Horsens Kommune.
I Endelave Sogn ligger Endelave Kirke.
I sognet findes følgende autoriserede stednavne:
- Endelave (areal, bebyggelse, ejerlav)
- Kloben (areal)
- Lynger Hage (areal)
- Øverste Ende (areal)